# Gewone populierensnuitkever
De gewone populierensnuitkever (Dorytomus tortrix) is een snuitkever die inheems is in Europa. Hij leeft op populieren, vooral de ratelpopulier (Populus tremula).

## Kenmerken
Dorytomus tortrix heeft een lengte van 4,0 to 5,5 mm.